# Daniel Moreno
Daniel Moreno Fernández (Madrid, 5 settembre 1981) è un ex ciclista su strada spagnolo, professionista dal 2005 al 2018, con caratteristiche di scalatore.
In carriera ha vinto tre tappe alla Vuelta a España, il Giro del Piemonte 2011, la Vuelta a Burgos 2012 e la Freccia Vallone 2013. È soprannominato Muñeco ("bambolotto").

## Carriera
Passa professionista nel 2005 con la Relax-Fuenlabrada, squadra spagnola per cui già aveva corso da stagista negli ultimi mesi dell'anno precedente. Nel 2007 vince la Escalada a Montjuich, attirando gli interessi della Caisse d'Epargne, team con il quale inizia a gareggiare a partire dalla stagione successiva. Nel 2009 conclude secondo al Giro di Polonia, al Giro del Piemonte e alla Japan Cup.
Nel 2010 passa alla belga Omega Pharma-Lotto, partecipando al Giro d'Italia e al Tour de France. L'anno seguente si accasa al Katusha Team. Dopo essersi piazzato ottavo alla Freccia Vallone, vince, sul traguardo di Sierra Nevada, la quarta tappa della Vuelta a España 2011; in ottobre si aggiudica quindi anche il Gran Piemonte davanti a Greg Van Avermaet e Luca Paolini.
Nella primavera del 2012 vince una tappa alla Vuelta a Andalucía e il Gran Premio Miguel Indurain in Navarra. Partecipa poi al Giro d'Italia concludendo al ventesimo posto in graduatoria; si aggiudica a seguire due tappe al Criterium du Dauphiné e due tappe e la classifica generale della Vuelta a Burgos. In agosto prende il via alla Vuelta a España come gregario di Joaquim Rodríguez: termina comunque la corsa al quinto posto, a 11'29" dal vincitore Contador.
Nell'aprile 2013 vince la Freccia Vallone, una delle tre classiche delle Ardenne, precedendo all'arrivo i colombiani Sergio Henao e Carlos Alberto Betancur. Il 27 agosto si aggiudica la quarta tappa della Vuelta a España, da Lalín a Fisterra, ripetendosi, qualche giorno dopo, nel corso della nona frazione con arrivo a Valdepeñas. Con la vittoria della nona tappa riesce anche a conquistare la maglia rossa, simbolo del primato in classifica generale, che però riuscirà a mantenere per un solo giorno. Ad ottobre dopo aver partecipato ai Campionati del mondo di ciclismo su strada, si piazza terzo alla Milano-Torino e sesto al Giro di Lombardia.
Il 2014 è avaro di soddisfazioni e pur avendo ottenuto buoni piazzamenti, ad inizio stagione nelle Classiche delle Ardenne, non riesce ad conquistare successi. I migliori risultati in questa stagione saranno il secondo posto alla Vuelta a Burgos  dietro Nairo Quintana ed il terzo posto nella Milano-Torino.
Il 2015 inizia, a gennaio, con il Tour de San Luis che chiude al sesto posto; è nuovamente protagonista alle Ardenne, con il quinto posto alla Freccia Vallone e come appoggio al capitano Rodríguez alla Liegi-Bastogne-Liegi. A fine stagione consegue il suo primo podio in una classica monumento, preceduto solo da Vincenzo Nibali sul traguardo di Como del Giro di Lombardia.

## Palmarès
- 2003

2ª tappa Vuelta a Toledo
Classifica generale Vuelta a Toledo
- 2004

4ª tappa Vuelta a Toledo
- 2006 (Relax, due vittorie)

1ª tappa Clásica de Alcobendas
3ª tappa Volta ao Alentejo
- 2007 (Relax, due vittorie)

6ª tappa Tour de San Luis
Escalada a Montjuïc
- 2008 (Caisse d'Epargne, una vittoria)

1ª tappa Euskal Bizikleta
- 2009 (Caisse d'Epargne, una vittoria)

5ª tappa Vuelta a Chihuahua (Guachochi > Parral)
- 2011 (Katusha Team, tre vittorie)

4ª tappa Vuelta a Burgos (Roa > Clunia)
4ª tappa Vuelta a España (Baza > Sierra Nevada)
Gran Piemonte
- 2012 (Katusha Team, sette vittorie)

5ª tappa Vuelta a Andalucía (Jaén > La Guardia de Jaén)
Gran Premio Miguel Indurain
2ª tappa Criterium du Dauphiné (Lamastre > Saint-Félicien)
7ª tappa Criterium du Dauphiné (Morzine > Châtel)
1ª tappa Vuelta a Burgos (Miranda de Ebro > Ojo Guareña)
2ª tappa Vuelta a Burgos (Burgos > Burgos)
Classifica generale Vuelta a Burgos
- 2013 (Katusha Team, tre vittorie)

Freccia Vallone
4ª tappa Vuelta a España (Lalín > Finisterre)
9ª tappa Vuelta a España (Antequera > Valdepeñas)
- 2015 (Katusha Team, una vittoria)

5ª tappa Vuelta a Burgos (Comunera de Revenga > Lagunas de Neila)
- 2016 (Movistar, una vittoria)

3ª tappa Vuelta a Asturias (Bueño > Oviedo)

### Altri successi
- 2009 (Caisse d'Epargne)

2ª tappa Tour Méditerranéen (Narbona > Gruissan, cronosquadre)
- 2012 (Katusha Team)

Classifica a punti Vuelta a Burgos
- 2014 (Katusha Team)

Classifica a punti Vuelta a Burgos
- 2015 (Katusha Team)

Prologo Österreich-Rundfahrt (Vienna, cronosquadre)
Classifica a punti Vuelta a Burgos
- 2016 (Movistar)

Classifica a punti Vuelta a Asturias

## Piazzamenti

### Grandi Giri
- Giro d'Italia

2010: 26º
2011: 29º
2012: 20º
2014: 41º
- Tour de France

2010: 20º
2013: 17º
2016: 31º
- Vuelta a España

2006: 36º
2007: 12º
2008: 12º
2009: 11º
2011: 8º
2012: 5º
2013: 10º
2014: 11º
2015: 9º
2016: 8º
2017: 18º
2018: 38º

### Classiche monumento
- Liegi-Bastogne-Liegi

2010: 24º
2011: 33º
2012: 13º
2013: 52º
2014: 9º
2015: 10º
2016: 28º
2017: 28º
- Giro di Lombardia

2008: 34º
2009: ritirato
2011: 17º
2012: 49º
2013: 6º
2014: ritirato
2015: 2º
2016: 30º

### Competizioni mondiali
- Campionati del mondo su strada

Hamilton 2003 - In linea Under-23: ritirato
Mendrisio 2009 - In linea Elite: 42º
Limburgo 2012 - In linea Elite: 24º
Toscana 2013 - In linea Elite: 13º
Ponferrada 2014 - In linea Elite: 36º
Richmond 2015 - In linea Elite: 27º
- Campionati del mondo gravel

Veneto 2022 - Elite: 30º

### Competizioni europee
- Campionati europei

Plumelec 2016 - In linea Elite: 3º